# Eutelia amatrix
Eutelia amatrix là một loài bướm đêm trong họ Noctuidae.